# Xarxa neuronal oscil·latòria

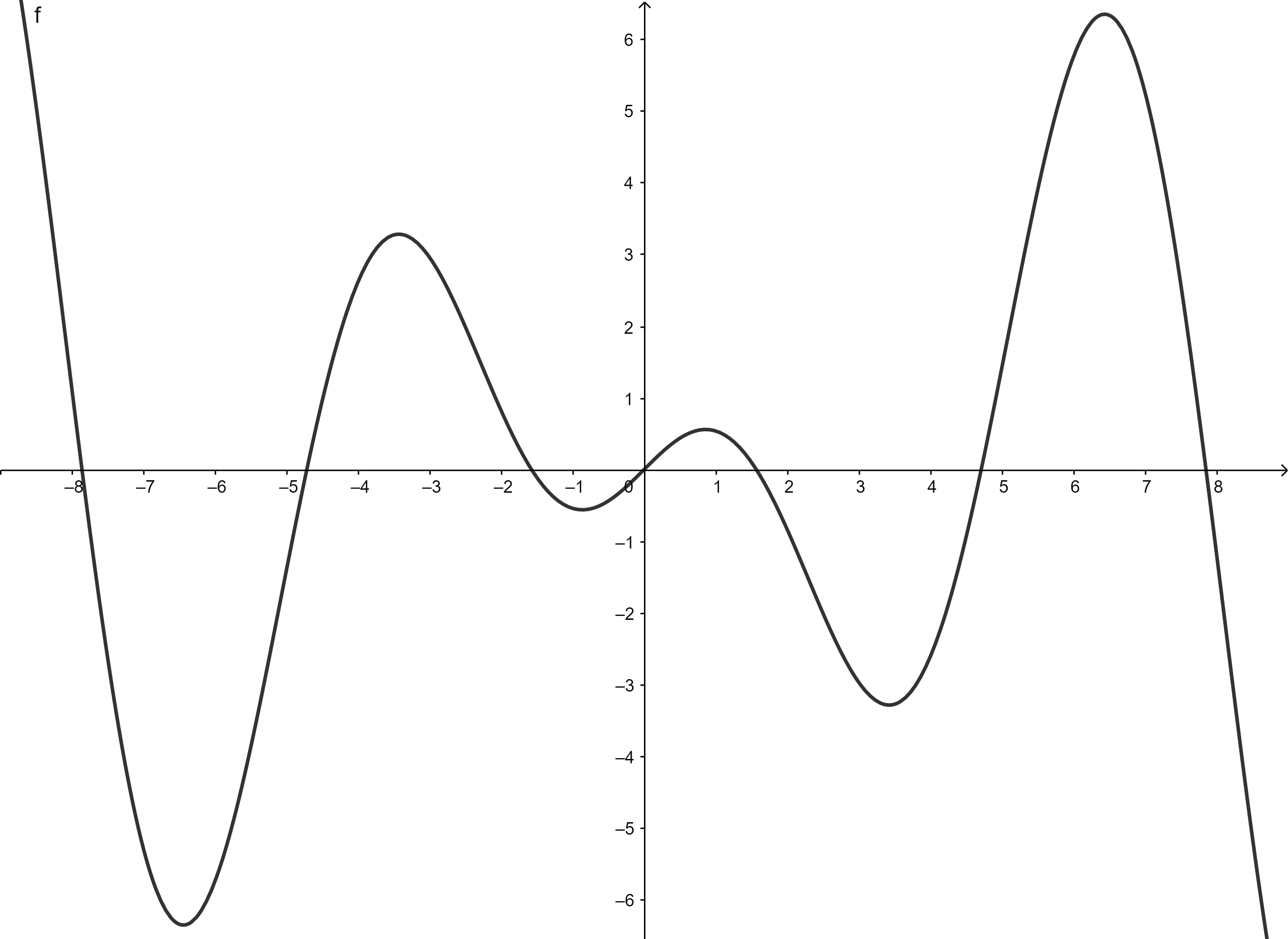
GCU és una funció d'activació oscil·latòria per a neurones artificials. Una sola neurona amb la funció d'activació GCU pot aprendre la funció XOR.

Una xarxa neuronal oscil·latòria (ONN) és una xarxa neuronal artificial que utilitza oscil·ladors acoblats com a neurones. Les xarxes neuronals oscil·latòries estan estretament vinculades al model de Kuramoto i s'inspiren en el fenomen de les oscil·lacions neuronals al cervell. S'han entrenat xarxes neuronals oscil·latòries per reconèixer imatges. També s'ha demostrat que la xarxa oscil·latòria de valor complex emmagatzema i recupera senyals aperiòdics multidimensionals. També s'ha demostrat un autocodificador oscil·latori, que utilitza una combinació d'oscil·ladors i neurones codificades per velocitat.
S'ha demostrat que una neurona formada per dos oscil·ladors acoblats, un amb una freqüència natural fixa i l'altre amb una freqüència natural ajustable, és capaç d'executar portes lògiques com XOR que les neurones sigmoides convencionals no poden.